# Seseña Nuevo
Seseña Nuevo es una localidad perteneciente al municipio español de Seseña, en la provincia de Toledo, comunidad autónoma de Castilla-La Mancha. Es una de las tres entidades de población y uno de los cinco núcleos de población de este municipio. Actualmente la entidad tiene una población de alrededor de 5.200 habitantes (INE 2019), de los cuales el 70% reside en el núcleo homónimo. Limita con la villa de Seseña y las localidades madrileñas de Ciempozuelos y Aranjuez.

## Historia
Seseña Nuevo, núcleo situado a un 2 km de Seseña, surgió por iniciativa de la Dirección General de Regiones Devastadas del Ministerio de Gobernación, a consecuencia de la casi total destrucción que sufrió Seseña en la Guerra Civil. Esta iniciativa, no obstante, tuvo poca acogida y la mayor parte de los vecinos prefirió seguir viviendo en el casco antiguo, por lo que Seseña Nuevo quedó reducida a una décima parte del proyecto original. Junto a Seseña Nuevo, pero separado por la N-IV, en 1992 se empezó a desarrollar Vallegrande, un núcleo poblacional de importancia. El Barrio de la Estación, zona de casas de labor, se desarrolló en torno a la estación de ferrocarril, pero ha ido perdiendo terreno frente a las industrias.

## Evolución demográfica
| 2000  | 2001  | 2002  | 2003  | 2004  | 2005  | 2006  | 2007  | 2008  | 2009  | 2010  | 2015  | 2019  |
| 1.579 | 1.955 | 2.330 | 3.155 | 3.754 | 4.025 | 4.342 | 4.559 | 4.828 | 4.991 | 4.977 | 4.815 | 5.194 |

## Servicios
-La Autovía de Andalucía (kilómetros 36).
-La línea de ferrocarril a escasos kilómetros.
-Las fiestas se celebran en el mes de junio concretamente el tercer fin de semana.

## Parroquia
En la localidad toledana de Seseña Nuevo se sitúa la parroquia de la Ascensión del señor. Los titulares de la parroquia son La Ascensión del Señor siendo este un fresco el cual ocupa  el altar mayor. También es copatrona de esta villa la Virgen del Rosario , la cual se saca en procesión el domingo de sus fiestas patronales la tercera semana de junio y el día 7 de octubre se le hace su fiesta principal. El domingo del Corpus se realiza la tradicional procesión por las calles de la feligresía.

## Escudo
El escudo heráldico que representa al municipio fue aprobado por decreto el 22 de abril de 1986 con el siguiente blasón:
«Medio partido y cortado; 1º de plata, el Castillo de Puñonrostro en fondo rojo, 2º las salinas de plata; 3º en azur, el puente de tres ojos, de plata. Al timbre, Corona Real abierta.»
Diario Oficial de Castilla-La Mancha nº 17 de 29 de abril de 1986